# Garrina ochra
Garrina ochra är en mångfotingart som beskrevs av Chamberlin 1915. Garrina ochra ingår i släktet Garrina och familjen storjordkrypare. Inga underarter finns listade i Catalogue of Life.